# Bahnhof Hamburg Berliner Tor
Der Bahnhof Hamburg Berliner Tor ist ein bedeutender Knoten des öffentlichen Personennahverkehrs im Osten der Hamburger Innenstadt. Er dient insbesondere dem Umstieg zwischen den hier verkehrenden Schnellbahnlinien im HVV. Das Kürzel der U-Bahn-Haltestelle der Hamburger Hochbahn lautet „BT“.

Übersichtskarte vom Bahnhof Berliner Tor

## Geschichte
Mit dem Bau des Hamburger Hauptbahnhofs und der Stadtbahn nach Ohlsdorf war auch eine Neutrassierung der Berlin-Hamburger Bahn verbunden. Diese verlief zuvor vom Berliner Bahnhof am heutigen Deichtorplatz parallel zum Oberhafen durch den Hammerbrook, heute aber vom Hauptbahnhof bis zum Berliner Tor parallel zur Lübecker Bahn, ab Berliner Tor weiter in südöstlicher Richtung und schließt in Rothenburgsort wieder an die alte Trasse an. Sowohl die Stadtbahn, die Lübecker Bahn, die Berliner Bahn und die Vorortbahn nach Friedrichsruh erhielten am Berliner Tor eigene Mittelbahnsteige. Fertigstellung war 1906.
1912 wurde der U-Bahnhof der Ringlinie auf der nördlich gegenüberliegenden Straßenseite Beim Strohhause eröffnet, damals noch mit offenen Seitenbahnsteigen parallel zum heutigen Westphalensweg (westlich der Eisenbahnstrecke nach Ohlsdorf und Lübeck). Das Zugangsgebäude befand sich gegenüber der Hauptfeuerwache an der Stelle des heutigen persischen Restaurants.

Der Bahnhof Berliner Tor um 1910, links die Strecke nach Bergedorf und Berlin, im Hintergrund der Übergang zur Lübecker Bahn
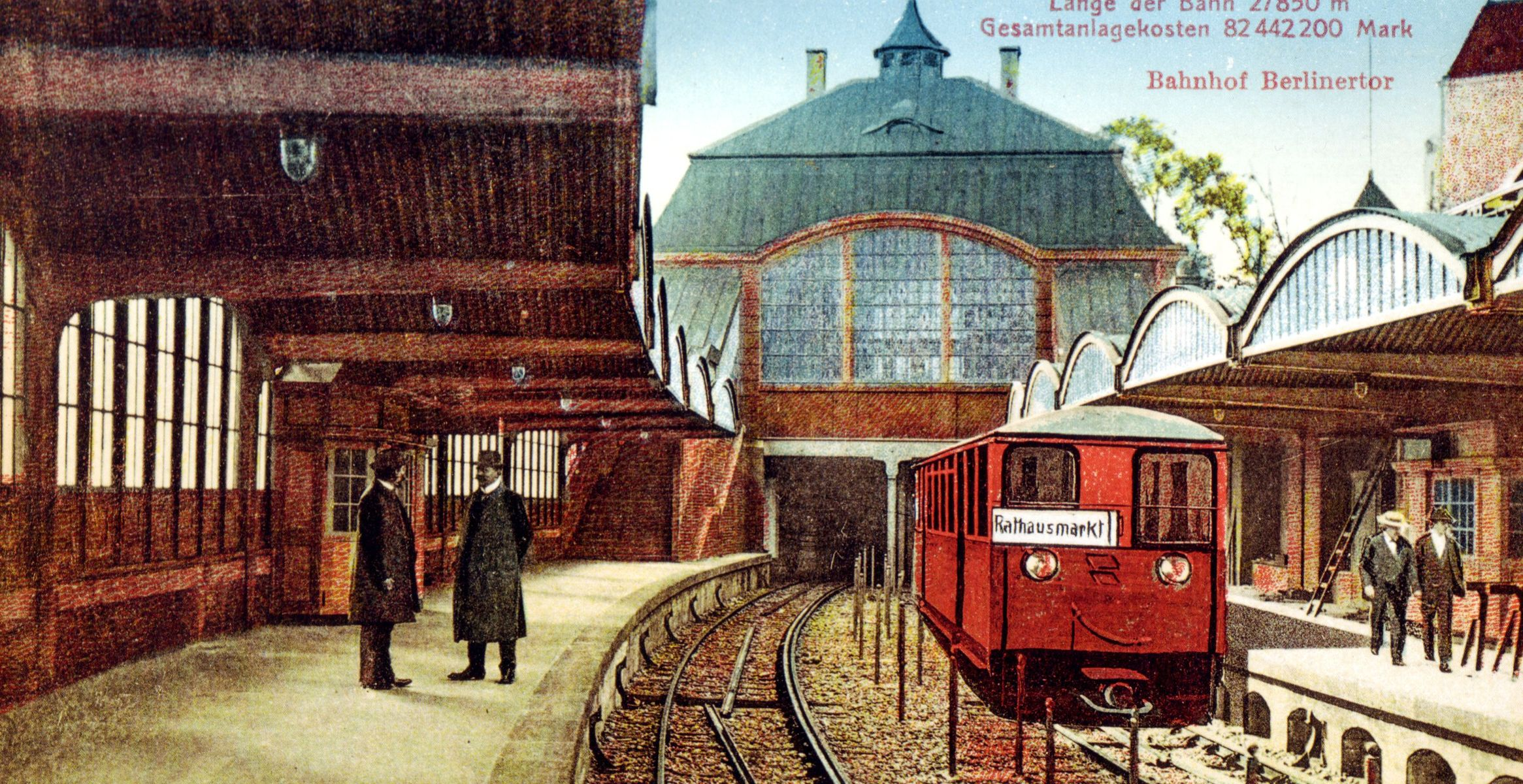
U-Bahnhof Berliner Tor 1912, Seitenbahnsteige im offenen Einschnitt, im Hintergrund das ursprüngliche Zugangsgebäude

Im Zweiten Weltkrieg wurden ab 1940 in unmittelbarer Bahnhofsnähe ein Zombeck-Turmbunker für Passagiere sowie ein dreistöckiger Tiefbunker für Anwohner errichtet.
1958 wurde die Bahnstrecke nach Berlin, auf der es infolge der deutschen Teilung kaum noch Fernverkehr gab, bis Bergedorf für den Gleichstrombetrieb mit Stromschienen ausgerüstet. Die S-Bahn benutzte den Bahnsteig der Vorortbahn, der Bahnsteig der Fernbahn wurde nicht mehr regelmäßig genutzt. Mit dem Bau der City-S-Bahn wurde der Bahnsteig der Lübecker Bahn abgetragen, stattdessen wurde ein zusätzlicher Seitenbahnsteig mit einem neuen Gleis für die S-Bahn-Züge Richtung Ohlsdorf errichtet.
Am 5. Oktober 1961 ereignete sich um 22:38 Uhr südöstlich des Bahnhofs auf der Strecke nach Bergedorf ein schwerer Eisenbahnunfall mit 28 Toten und 55 Verletzten, siehe S-Bahn-Unfall am Berliner Tor.

## S-Bahn

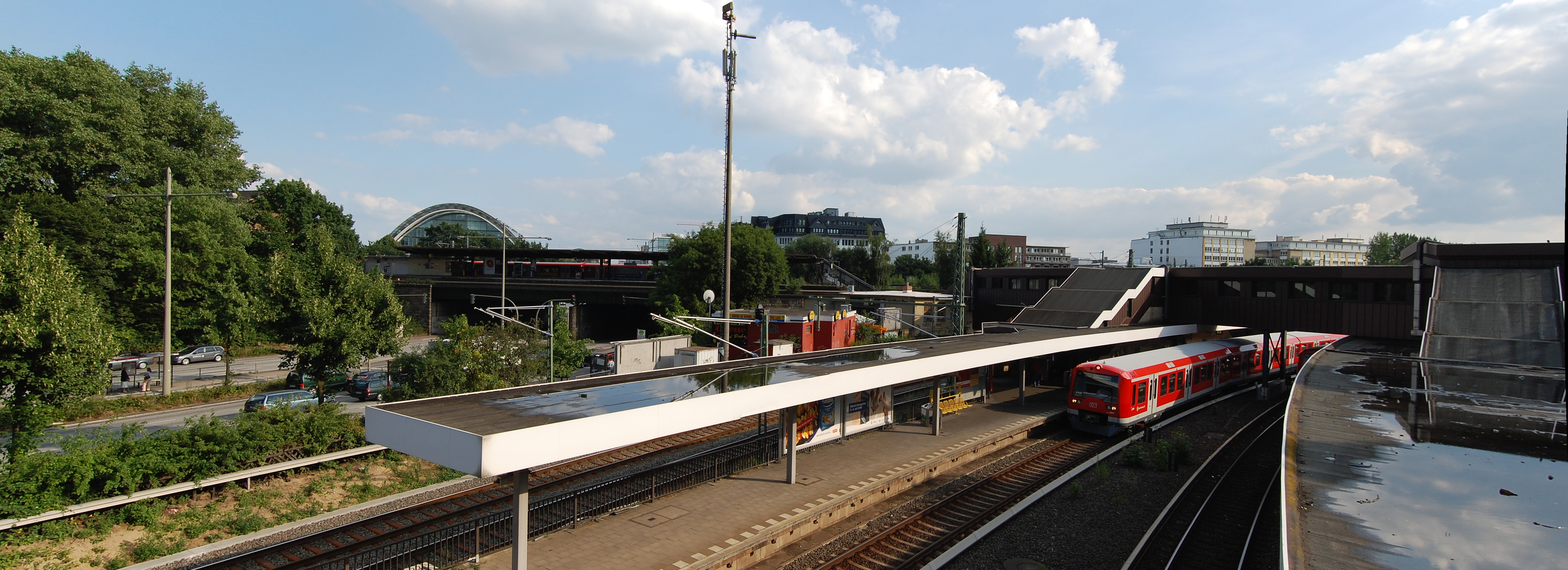
Unterer Bahnsteig (S1), unter der Bahnsteigkante sind die Blitzleuchten erkennbar

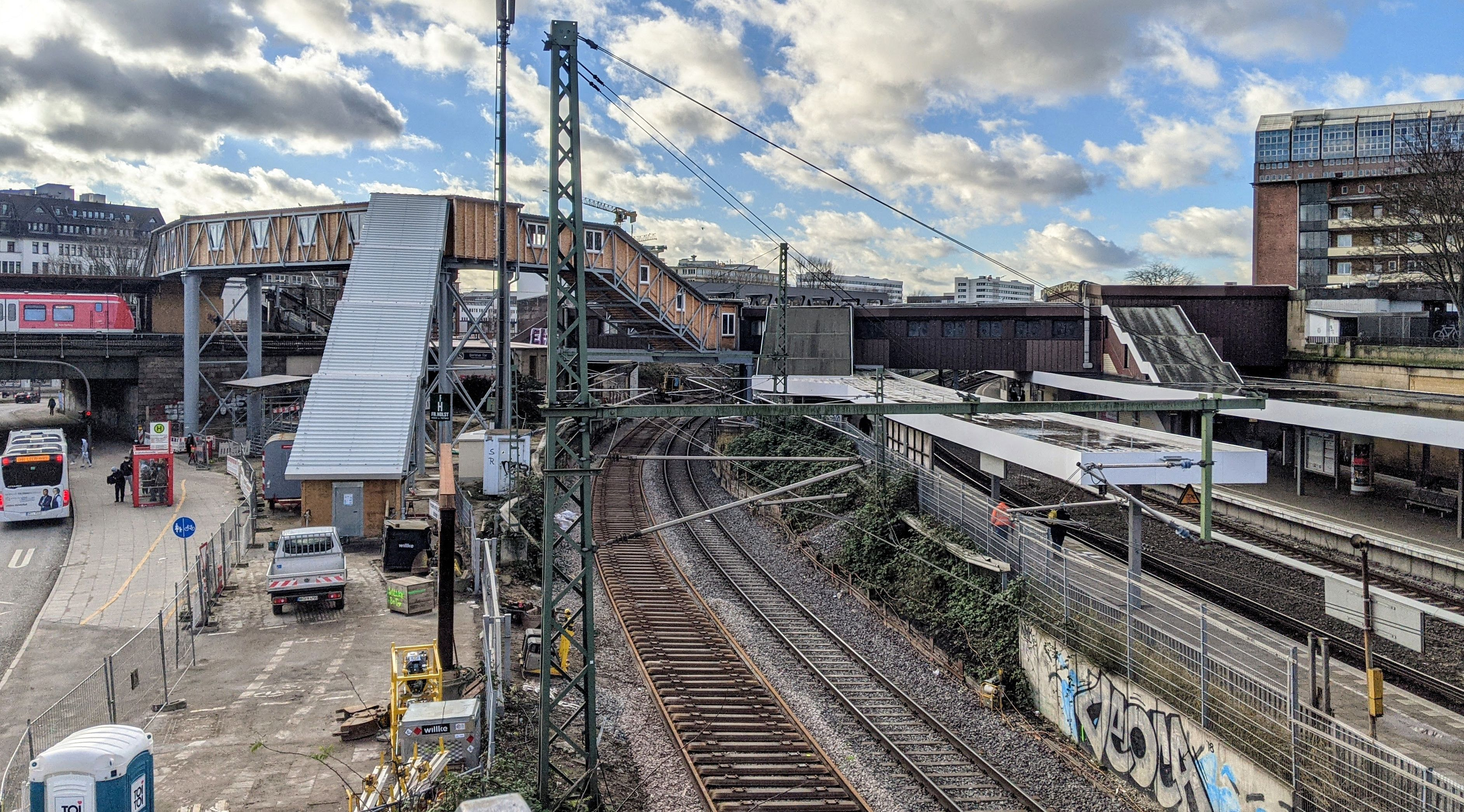
Umbauarbeiten mit Behelfsbrücke im Januar 2021

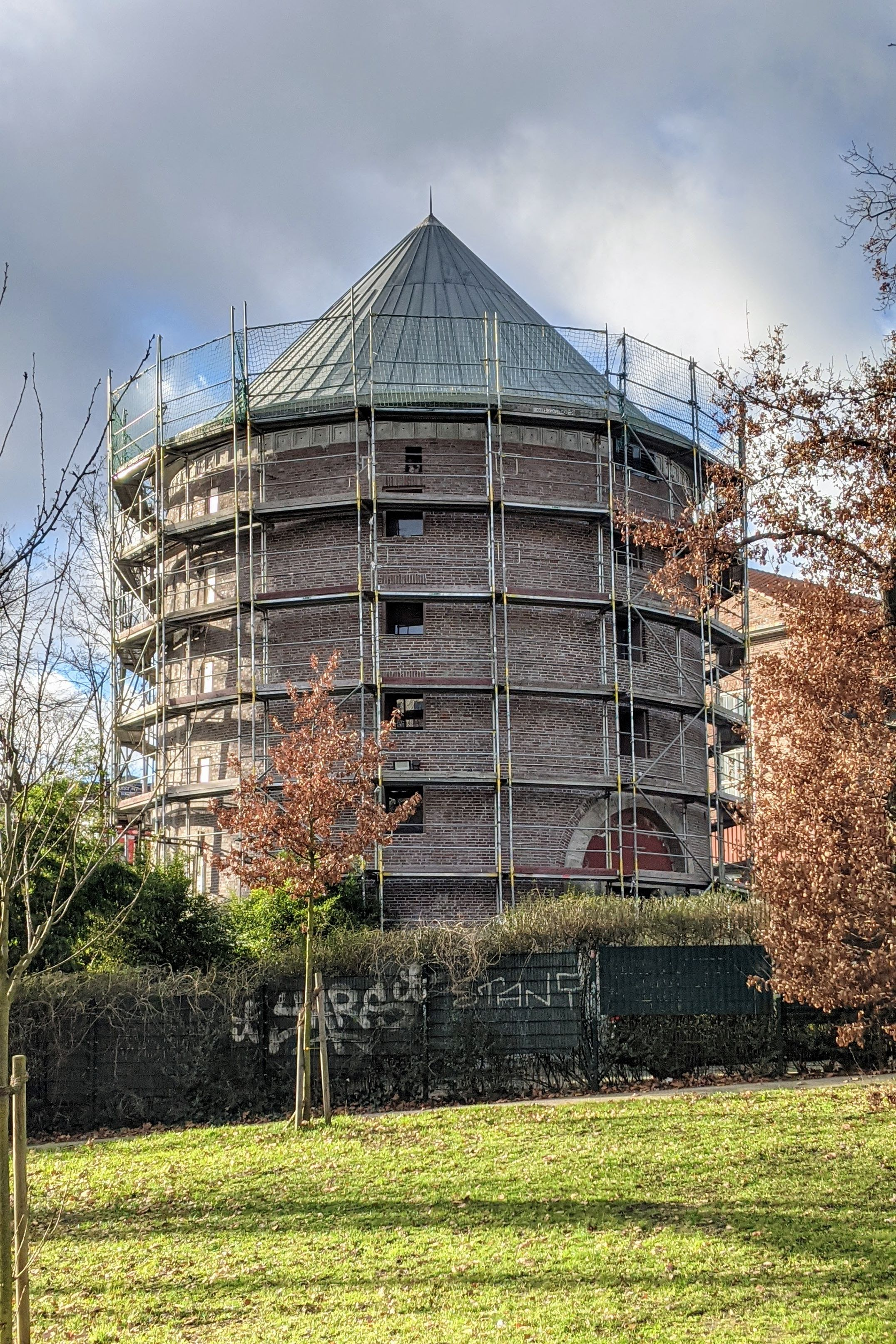
Zombeck-Rundbunker im Januar 2021

Der zur Deutschen Bahn gehörende Bahnhof liegt auf zwei Ebenen. Auf der unteren Ebene befinden sich ein Mittel- und ein Seitenbahnsteig für die S-Bahn-Linie S1 und die beiden Gleise der Eisenbahnstrecke nach Lübeck (ohne Bahnsteige). In den Tagesrandzeiten enden außerdem einige Züge der Linie S5 am unteren Mittelbahnsteig des S-Bahnhofs Berliner Tor. Der S-Bahnhof wird täglich von etwa 53.000 Reisenden genutzt.
Auf der oberen Ebene (z. T. auf der Brücke über dem Anckelmannplatz) befinden sich der Mittelbahnsteig der S-Bahn-Linie S2 (Gleise 11 und 12) und die zwei Gleise der Fernbahnstrecke Richtung Berlin, deren noch vorhandener Mittelbahnsteig (Gleise 13 und 14) seit längerem außer Betrieb ist. Der Zugang zu letzterem ist in den 1980er Jahren zurückgebaut worden.
Eine bauliche Besonderheit des S-Bahn-Seitenbahnsteiges Richtung Ohlsdorf im unteren Bahnhofsteil sind die direkt unter der Bahnsteigkante montierten Blitzleuchten. Da das Gleis in einer engeren Kurve verläuft, ist der Abstand zwischen Bahnsteigkante und Wagenkasten teilweise ungewöhnlich groß. Auf diese Gefahr sollen die Lichter aufmerksam machen. Parallel dazu ertönen Lautsprecher-Durchsagen innerhalb des Zugs sowie am Bahnsteig, die auf den erhöhten Abstand aufmerksam machen.
Die S-Bahnsteige sind nicht barrierefrei zugänglich. Ausbauarbeiten waren bislang bereits für die Jahre 2016 (Beginn, „unter der Voraussetzung, dass Finanzierungsmöglichkeiten gefunden werden“), 2022, 2024 und zuletzt 2026 angedacht, wurden jedoch bislang nicht umgesetzt. Nun scheint eine Fertigstellung erst im Jahr 2027 wahrscheinlich.
| Linie | Verlauf |
| ----- | --- |
| S 1   | Wedel – Rissen – Sülldorf – Iserbrook – Blankenese – Hochkamp – Klein Flottbek – Othmarschen – Bahrenfeld – Ottensen – Altona – Königstraße – Reeperbahn – Landungsbrücken – Stadthausbrücke – Jungfernstieg – Hauptbahnhof – Berliner Tor – Landwehr – Hasselbrook – Wandsbeker Chaussee – Friedrichsberg – Barmbek – Alte Wöhr (Stadtpark) – Rübenkamp – Ohlsdorf \ Streckenast Poppenbüttel – Kornweg (Klein Borstel) – Hoheneichen – Wellingsbüttel – Poppenbüttel / Streckenast Flughafen – Hamburg Airport (Flughafen) |
| S 2   | Altona – Holstenstraße – Sternschanze – Dammtor – Hauptbahnhof – Berliner Tor – Rothenburgsort – Tiefstack – Billwerder-Moorfleet – Mittlerer Landweg – Allermöhe – Nettelnburg – Bergedorf – Reinbek – Wohltorf – Aumühle |
| S 5   | Elbgaustraße – Eidelstedt – Stellingen (Arenen) – Langenfelde – Diebsteich – Holstenstraße – Sternschanze – Dammtor – Hauptbahnhof \ Hauptstrecke – Hammerbrook (City Süd) – Elbbrücken – Veddel (BallinStadt) – Wilhelmsburg – Harburg – Harburg Rathaus – Heimfeld (TU Hamburg) – Neuwiedenthal – Neugraben – Fischbek – Neu Wulmstorf – Buxtehude – Neukloster – Horneburg – Dollern – Agathenburg – Stade / in Tagesrandzeiten – Berliner Tor                                                                            |

Die Züge der Linie S5 bedienen diese Station nur zur Schwachverkehrszeit, sie enden von Westen kommend dann an dem unteren Mittelbahnsteig (auf dem mittleren der drei Gleise).

## U-Bahn
Der ab 1912 in Betrieb befindliche Ringlinien-Bahnhof der Hamburger Hochbahn am heutigen Westphalensweg wurde 1964 im Zuge des Neubaus der Strecke nach Billstedt aufgegeben. Dafür wurde etwa 200 Meter weiter südwestlich im Tunnel unter der Straße Beim Strohhause ein neuer viergleisiger Tunnelbahnhof mit zwei Schalterhallen (−1-Ebene) und zwei Mittelbahnsteigen (−2-Ebene) gebaut, von der ab 1967 die U3 auf der neuen Billstedter Strecke nach Horner Rennbahn, danach in Etappen bis Legienstraße, Billstedt, Merkenstraße und schließlich Mümmelmannsberg abzweigte. Von September 1968 bis Juni 1973 gab es die neue Linie U21 als Vorläufer der U2 zum Hauptbahnhof Nord. Der U-Bahnhof wird im Richtungsbetrieb bedient, die Züge der U3 benutzten bis 2009 die mittleren Gleise, die der U2 die Außengleise. Nach umfangreichen Gleisumbauten westlich der Bahnsteige wurden 2009 die östlichen Ziele der beiden Linien getauscht: die Linie U2 bedient nun die stark nachgefragte Billstedter Strecke bis Mümmelmannsberg (Einsatz von 8-Wagen-Zügen), die U3 führt nun auf der Ringstrecke weiter nach Barmbek und Wandsbek-Gartenstadt (hier nur 6-Wagen-Züge möglich). Seit Ende 2012 verstärkt die Linie U4 die U2 auf der Strecke bis nach Billstedt.
Im Gegensatz zum S-Bahnhof ist der U-Bahnhof seit 2014 barrierefrei ausgebaut. Die dunkelroten Fliesen der Hintergleiswände wurden gleichzeitig aufgrund von Sanierungsbedarf entfernt und durch einen roten (Richtung Wandsbek-Gartenstadt) bzw. türkisen (Richtung Hauptbahnhof Süd) Farbanstrich ersetzt.
Der U-Bahnhof hatte 2019 montags bis freitags täglich 126.735 Ein- und Aussteiger. Die Station ist damit neben der 1,2 Kilometer westlich gelegenen Station Hauptbahnhof Süd die Haltestelle mit den meisten Fahrgästen pro Tag im Hamburger U-Bahn-Netz.
| Linie | Verlauf |
| ----- | --- |
| U 2   | Niendorf Nord – Schippelsweg – Joachim-Mähl-Straße – Niendorf Markt – Hagendeel – Hagenbecks Tierpark – Lutterothstraße – Osterstraße – Emilienstraße – Christuskirche – Schlump – Messehallen – Gänsemarkt (Oper) – Jungfernstieg – Hauptbahnhof Nord – Berliner Tor – Burgstraße – Hammer Kirche – Rauhes Haus – Horner Rennbahn – Legienstraße – Billstedt – Merkenstraße – Steinfurther Allee – Mümmelmannsberg                                                                        |
| U 3   | Barmbek – Saarlandstraße – Borgweg (Stadtpark) – Sierichstraße – Kellinghusenstraße – Eppendorfer Baum – Hoheluftbrücke – Schlump – Sternschanze – Feldstraße (Heiligengeistfeld) – St. Pauli – Landungsbrücken – Baumwall (Elbphilharmonie) – Rödingsmarkt – Rathaus – Mönckebergstraße – Hauptbahnhof Süd – Berliner Tor – Lübecker Straße – Uhlandstraße – Mundsburg – Hamburger Straße – Dehnhaide – Barmbek – (in Planung Fuhlsbüttler Straße –) Habichtstraße – Wandsbek-Gartenstadt |
| U 4   | (in Planung: Moldauhafen –) Elbbrücken – HafenCity Universität – Überseequartier – Jungfernstieg – Hauptbahnhof Nord – Berliner Tor – Burgstraße – Hammer Kirche – Rauhes Haus – Horner Rennbahn – Legienstraße – Billstedt (im Bau: – Stoltenstraße – Horner Geest) |

## Planungen
Es ist geplant, die Bahnsteige für den Regionalverkehr zu reaktivieren. In der 'Rahmenplanung zum Gesamtraum Berliner Tor' sind die wesentlichen baulichen Maßnahmen: Ein U-Bahn, S-Bahn, Regionalbahnen verbindender neuer Bahnhof, der auch das topographische Gefälle zwischen Geest und Marsch überwinden soll.
Im April 2024 veröffentlichte der Verkehrsclub Deutschland (VCD) ein alternatives Konzept, nach welchem der Bahnhof Berliner Tor stattdessen zum Hauptbahnhof Hamburgs ausgebaut werden soll. Der VCD argumentiert, der geplante Verbindungsbahnentlastungstunnel könne so eingespart werden, dieser schaffe ohnehin nur Kapazitäten, welche für Leerfahrten benötigt würden.